# 夜の歌謡集
『夜の歌謡集』（よるのかようしゅう）は、1977年1月8日から同年3月26日までフジテレビ系列局で放送されていたフジテレビ製作の歌謡番組である。全12回。放送時間は毎週土曜 22:00 - 22:54 （日本標準時）。

## 概要
明治時代から番組放送当時に至るまでのヒット歌謡曲の数々を、当時の映像フィルムとゲスト出演者の思い出などと交えながらテーマ別に紹介していた番組。司会は立川澄人（後の立川清登）と藤尾友子（後の渡辺友子）が務めていた。前番組『3分勝負15ラウンド』の早期終了に伴い、同年春の改編までのつなぎ番組として放送された。

## サブタイトル
| 回 | 放送日  | サブタイトル                                             |
| -- | ------- | -------------------------------------------------------- |
| 1  | 1月8日  | 旅の唄「国境の町から函館の女」                           |
| 2  | 1月15日 | 夢多き青春の唄「東京ラプソディから高校三年生」           |
| 3  | 1月22日 | 切なくゆれる女心「別れのブルースからからたち日記」       |
| 4  | 1月29日 | 思い出さすらう夜の歌「支那の夜から夢は夜ひらく」         |
| 5  | 2月5日  | なつメロ愛の世界「別れてもから銀座の恋の物語」           |
| 6  | 2月12日 | なつメロ別れの時「湯島の白梅から星影のワルツ」           |
| 7  | 2月19日 | 若き二人の世界「二人は若いから世界は二人のために」       |
| 8  | 2月26日 | 決定版!!ご当地ソング「祇園小唄から伊勢佐木町ブルース」   |
| 9  | 3月5日  | 五木ひろし慕情を歌う「影を慕いてからよこはま・たそがれ」 |
| 10 | 3月12日 | なつメロ故郷の唄「誰か故郷を想わざるから瀬戸の花嫁」     |
| 11 | 3月19日 | さすらいの唄「涙の渡り鳥から潮来笠」                     |
| 12 | 3月26日 | 懐かしのヒットポップス「ダイナからダイアナ」             |

## 放送局
- フジテレビ - 土曜 22:00 - 22:54
- 富山テレビ - 土曜 22:00 - 22:54[1]
- 石川テレビ - 土曜 22:00 - 22:54[1]
- 福井テレビ - 土曜 22:00 - 22:54[1]

ほか

## 参考資料
- 読売新聞縮刷版[どれ?]

| フジテレビ系列 土曜22:00枠                           | フジテレビ系列 土曜22:00枠                  | フジテレビ系列 土曜22:00枠                                         |
| 前番組                                               | 番組名                                      | 次番組                                                             |
| ---------------------------------------------------- | ------------------------------------------- | ------------------------------------------------------------------ |
| 3分勝負15ラウンド （1976年10月2日 - 1976年12月25日） | 夜の歌謡集 （1977年1月8日 - 1977年3月26日） | エメロンナイト レディーファースト （1977年4月2日 - 1977年8月27日） |